# 拿玻里女子業餘體育會
拿玻里女子業餘體育會（Società Sportiva Dilettantistica Napoli Femminile）通常簡稱拿玻里女足或拿玻里，是一家意大利女子足球球會，位於那不勒斯。球隊目前在意大利甲組足球聯賽中角逐。

## 榮譽
- 意大利甲二足球聯賽
  - 冠軍 (1)：2011–12（D組）
- 意大利乙組足球聯賽
  - 冠軍 (3)：2007–08（E組）, 2019–20, 2022–23
- 意大利丙組足球聯賽
  - 冠軍 (1)：2018–19

## 外部連結
- Team profile （页面存档备份，存于） at women.soccerway.com